# Precious Dede
Precious Uzoaru Dede (* 18. Januar 1980 in Aba) ist eine ehemalige nigerianische Fußballspielerin, heutige -trainerin und Schauspielerin.

## Karriere

### Verein
Precious Dede begann ihre Karriere mit den Delta Queens aus Asaba und unterschrieb am 30. März 2009 nach einem erfolgreichen Probetraining in Norwegen einen Einjahresvertrag bei Arna-Bjørnar. Dede kehrte jedoch im Frühjahr 2010 zurück nach Nigeria und schloss sich dem Delta Queens FC an. Zu Beginn des Jahres 2011 wechselte sie zu den Rivers Angels. Im Frühjahr 2012 verließ sie die Rivers Angels und wechselte zum Ligarivalen Bayelsa Queens. 2014 wechselte sie zu den Ibom Queens, wo sie im März 2016 ihre aktive Karriere beendete.

### Nationalmannschaft
Die Torfrau war mehrere Jahre Kapitänin der Nigerianischen Fußballnationalmannschaft und nahm teil an den Weltmeisterschaften 2003 (ohne Einsatz), 2007, 2011 und 2015 sowie den Olympischen Spielen 2004 und 2008. Im Frühjahr 2016 beendete sie nach 99 Länderspielen ihre Nationalmannschaftskarriere bei den „Super Falcons“.

### Trainerkarriere
Am 5. Mai 2017, rund ein Jahr nach ihrem Karriereende, begann sie als Torwart-Trainerin am National Institute for Sports in Surulere, Lagos.

## Privates
Neben ihrer aktiven Karriere schauspielert die diplomierte Theaterwissenschaftlerin Dede in Lagos, im sogenannten Nollywood.